# Episodi di Marlon (seconda stagione)
La seconda ed ultima stagione della serie televisiva Marlon, composta da 10 episodi, è stata trasmessa in prima visione negli Stati Uniti sulla NBC dal 14 giugno al 12 luglio 2018.
In Italia, la stagione viene trasmessa dal 1° al 29 dicembre 2018 su Joi.
| n° | Titolo originale    | Titolo italiano               | Prima TV USA   | Prima TV Italia  |
| -- | ------------------- | ----------------------------- | -------------- | ---------------- |
| 1  | Model Parent        | Genitore modello              | 14 giugno 2018 | 1º dicembre 2018 |
| 2  | Wingman             | La spalla                     | 14 giugno 2018 | 1º dicembre 2018 |
| 3  | Sisters             | Sorelle                       | 21 giugno 2018 | 8 dicembre 2018  |
| 4  | Divorce Counseling  | Terapia di divorzio           | 21 giugno 2018 | 8 dicembre 2018  |
| 5  | Keeping' It 100     | Sincerità totale              | 28 giugno 2018 | 15 dicembre 2018 |
| 6  | Man Code            | Codice maschile               | 28 giugno 2018 | 15 dicembre 2018 |
| 7  | Homecoming          | Rimpatriata                   | 5 luglio 2018  | 22 dicembre 2018 |
| 8  | Driving Miss Marley | La tripletta della colpa      | 5 luglio 2018  | 22 dicembre 2018 |
| 9  | Career Day          | La giornata delle professioni | 12 luglio 2018 | 29 dicembre 2018 |
| 10 | Funeral Party       | Compleanno funebre            | 12 luglio 2018 | 29 dicembre 2018 |